# Gobierno de Queensland
El Gobierno de Queensland es la autoridad administrativa democrática del estado australiano de Queensland. El Gobierno de Queensland, una monarquía constitucional parlamentaria, se formó en 1859 según lo prescrito en su Constitución, enmendada de vez en cuando. Desde la Federación de Australia en 1901, Queensland ha sido un Estado de Australia, con la Constitución de Australia regulando las relaciones entre todos los gobiernos estatales y territoriales y el Gobierno australiano. Según la Constitución australiana, todos los estados y territorios (incluido Queensland) cedieron poderes relacionados con ciertos asuntos al gobierno federal.
El gobierno está influenciado por el sistema de Westminster y el sistema federal de gobierno de Australia. El gobernador de Queensland, como representante de Carlos III, rey de Australia, ostenta el poder ejecutivo nominal, aunque en la práctica sólo cumple funciones ceremoniales. En la práctica, el poder ejecutivo recae en el Primer Ministro y el Gabinete. El Gabinete de Queensland es el principal órgano de formulación de políticas del gobierno y está compuesto por el Primer Ministro y todos los ministros.
Todas las oficinas centrales del departamento están ubicadas en la ciudad capital de Brisbane, la mayoría en 1 William Street, un rascacielos gubernamental especialmente diseñado en el distrito central de negocios de Brisbane.
El gobierno en Australia generalmente se refiere solo al poder ejecutivo mientras que la estructura gubernamental general de Queensland, incluidos los poderes legislativo y judicial, así como la representación federal y la ideología, se tratan en Políticas de Queensland.

## Poderes ejecutivo y judicial
Queensland se rige según los principios del sistema Westminster, una forma de gobierno parlamentario basada en el modelo del Reino Unido. El poder legislativo recae en el Parlamento de Queensland, que consiste en la Corona, representada por el Gobernador de Queensland, y la única Cámara, la Asamblea Legislativa de Queensland. El poder ejecutivo recae formalmente en el Consejo Ejecutivo, que está integrado por el Gobernador y los ministros principales.
El Gobernador, como representante de la Corona, es el depositario formal del poder, que ejerce con el asesoramiento del Primer ministro de Queensland y el Gabinete. El Primer Ministro y los Ministros son designados por el Gobernador y ocupan sus cargos en virtud de su capacidad para obtener el apoyo de la mayoría de los miembros de la Asamblea Legislativa. El poder judicial lo ejerce el Tribunal Supremo de Queensland y un sistema de tribunales subordinados, pero el Tribunal Superior de Australia y otros tribunales federales tienen jurisdicción primordial en asuntos que caen bajo el ámbito de la Constitución australiana.

## Departamentos del Gobierno de Queensland

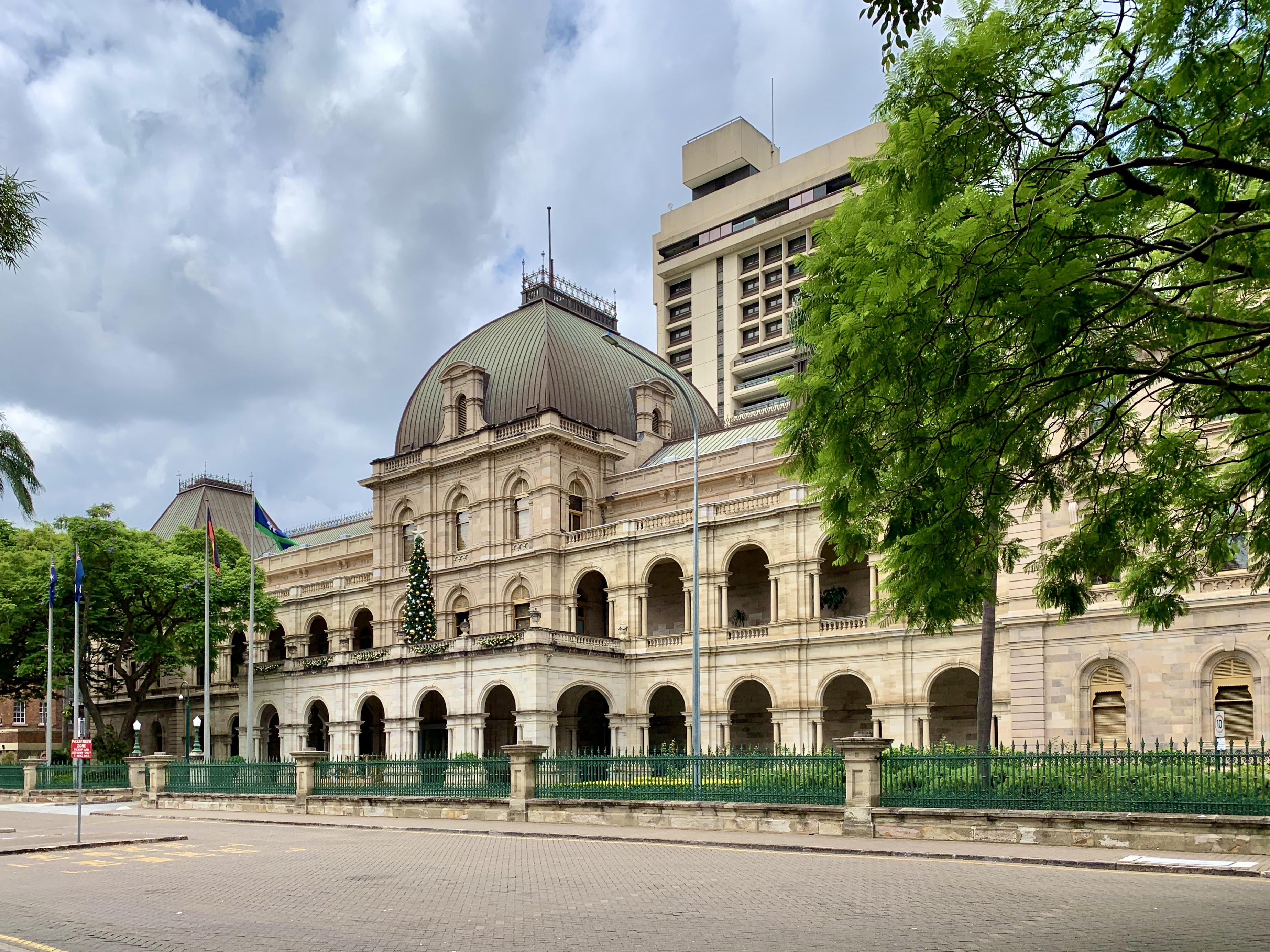
Cámara del Parlamento en Brisbane ; el lugar de reunión del Parlamento de Queensland

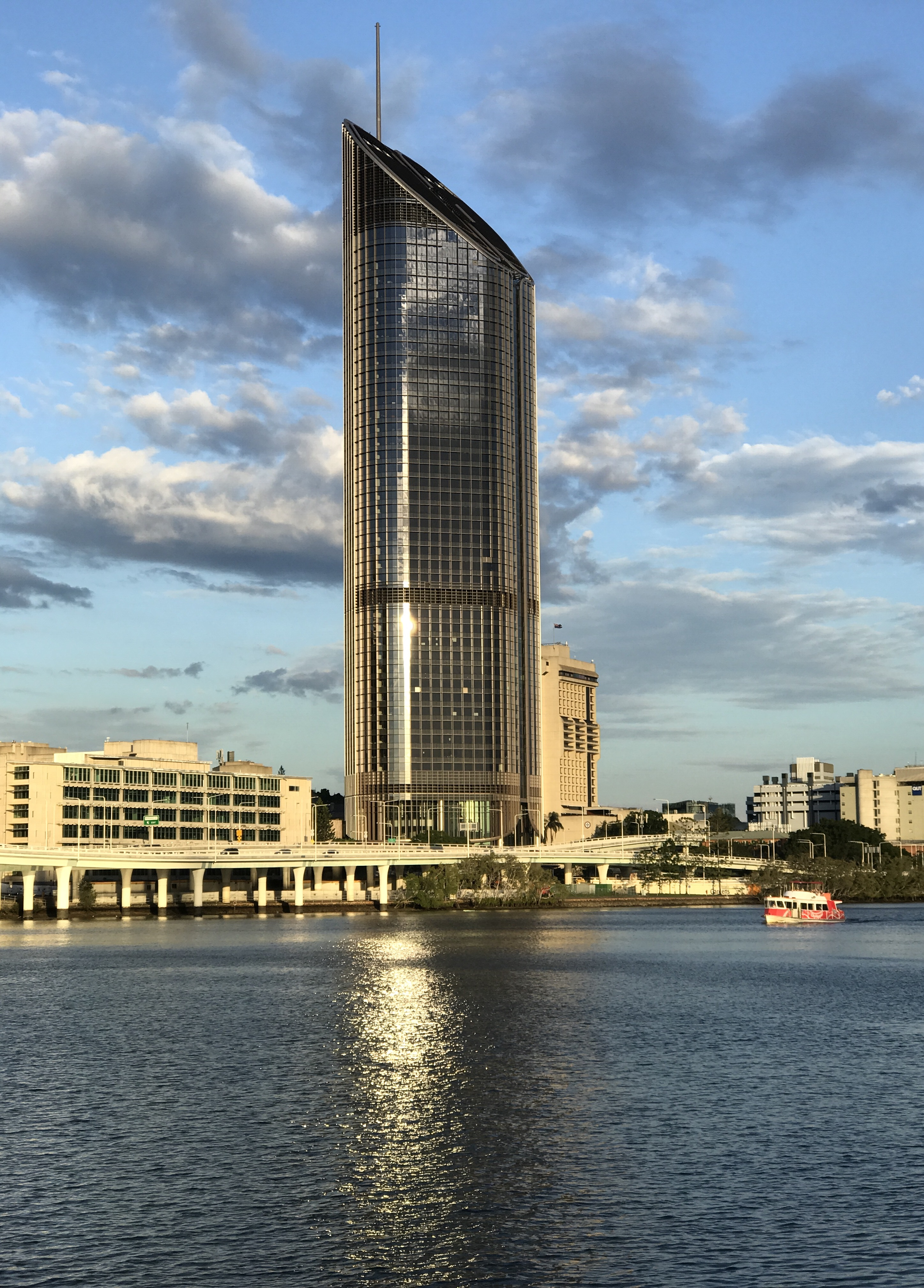
1 William Street, el edificio principal del gobierno

El Gobierno de Queensland brinda servicios, determina políticas y regulaciones, incluida la interpretación legal, por una serie de agencias agrupadas en áreas de responsabilidad de cartera. Cada cartera está dirigida por un ministro del gobierno que es miembro del Parlamento. En diciembre de 2019 había 23 organismos principales, llamadas departamentos gubernamentales, que consisten en:
- Departamento del Primer Ministro y Gabinete
- Tesoro de Queensland
- Departamento de Niños, Justicia Juvenil y Asuntos Multiculturales
- Departamento de Agricultura y Pesca
- Departamento de Educación
- Departamento de Empleo, Pequeñas Empresas y Capacitación
- Departamento de Medio Ambiente y Ciencia
- Departamento de Salud de Queensland
- Departamento de Justicia y Fiscal General
- Departamento de Personas Mayores, Servicios para Discapacitados y Asociaciones de Aborígenes e Isleños del Estrecho de Torres
- Departamento de Desarrollo Estatal, Infraestructura, Gobierno Local y Planificación
- Departamento de Transporte y Carreteras Principales
- Departamento de Turismo, Innovación y Deporte
- Departamento de Recursos
- Departamento de Energía y Obras Públicas
- Departamento de Desarrollo Regional, Producción y Agua
- Departamento de Comunidades, Vivienda y Economía Digital
- Comisión de Servicio Público
- Servicio de ambulancia de Queensland
- Servicios correctivos de Queensland
- Servicio de Policía de Queensland
- Servicios de Bomberos y Emergencias de Queensland

Una variedad de otros organismos apoyan las funciones de estos departamentos.